# Embia adenensis
Embia adenensis är en insektsart som beskrevs av Ross 1981. Embia adenensis ingår i släktet Embia och familjen Embiidae. Inga underarter finns listade i Catalogue of Life.